# Torch (Browser)
Torch ist ein eingestellter kostenloser Webbrowser für Windows und macOS, der auf dem Chromium-Projekt basiert. Der Browser wurde durch das Unternehmen Torch Media, mit Sitz in North Carolina, entwickelt. Seit November 2022 sind Downloads für Torch nicht mehr verfügbar. Der Download-Link auf der Website leitet auf eine Browsererweiterung im Chrome Web Store weiter.
Am 18. Juni 2013 verkündete Torch, dass zehn Millionen aktive Nutzer ihren Browser benutzen.

## Funktionen
Der Unterschied zu anderen Browsern liegt nur in den Erweiterungen, die der Browser mitbringt. Mithilfe der Erweiterung Media Grabber können Videos sowie deren Audiospur heruntergeladen werden. Torch Games bietet eine Auswahl an kostenlosen Browserspielen an. Der Dienst Torch Musik stellt Musikvideos von YouTube auf einer übersichtlichen Oberfläche bereit. Durch Torch Torrent können Torrents direkt im Browser heruntergeladen werden. Der Browser bringt auch den Torch Player mit; dieser kann Videos und Musik im Browser öffnen und diese auch dann anzeigen, wenn diese sich gerade im Download befinden. Durch Torch Facelift ist es den Nutzern möglich, ihrer Facebook-Seite ein eigenes Design zu verpassen.